# Fear the Dark Unknown
Fear the Dark Unknown es un videojuego de terror y lógica desarrollado por la desarrolladora española Dreamlight Games y estrenado el 2 de diciembre de 2019 en la plataforma de Steam. Espera su estreno en PlayStation 4, Xbox One y Nintendo Switch durante el 2020.

## Sinopsis
El juego cuenta con dos campañas individuales que se complementan entre sí para formar una sola historia. Los protagonistas del juego son James Sullivan y su hija, Chloe, que deberán recorrer la mansión maldita de la familia Beresford para encontrar la terrible verdad acerca de la ya fallecida Emma, esposa de James y madre de Chloe. La mansión está envuelta en un halo de misterio y oscuros secretos, además es habitada por horribles criaturas de pesadilla, ambos personajes deberán sortear su oportunidad para descubrir la verdad y salir vivos en el proceso.

## Jugabilidad
El juego toma muchos conceptos del primer Resident Evil, la cámara es fija desde un punto y el jugador controla al persona a través de los distintos escenarios. Para avanzar en la historia, se deben completar puzles y eliminar a todos los enemigos de esa zona, para lo que pueden utilizarse tanto armas de fuego, como armas blancas. El jugador cuenta con un inventario reducido. Ambas campañas juntas tienen una duración aproximada de 20 horas de juego. Además, el estudio ha prometido lanzar contenido descargable gratuito en el futuro.

## Recepción
El juego obtuvo críticas mixtas. Los analistas recalcan la marcada inspiración de Dreamlight Games en juegos de survival horror como Alone in the Dark y Resident Evil, ya que Fear the Dark Unknown utiliza un sistema de cámara fija, y su modo de juego consta de resolución de puzles y el combate contra muertos vivientes. Por el momento, Metacritic aun no registra sus puntuaciones.